# Dark Sky Island
Dark Sky Island è l'ottavo album in studio della musicista irlandese Enya, pubblicato nel novembre 2015.

## Tracce
Tutte le tracce sono scritte da Roma Ryan e composte da Enya.
Edizione Standard
1. The Humming... – 3:42
2. So I Could Find My Way – 4:25
3. Even in the Shadows – 4:13
4. The Forge of the Angels – 5:12
5. Echoes in Rain – 3:33
6. I Could Never Say Goodbye – 3:28
7. Dark Sky Island – 4:56
8. Sancta Maria – 3:50
9. Astra et Luna – 3:20
10. The Loxian Gates – 3:33
11. Diamonds on the Water – 3:33

Tracce bonus Edizione Deluxe
1. Solace – 3:56
2. Pale Grass Blue – 3:33
3. Remember Your Smile – 2:57